# Ascidiacea

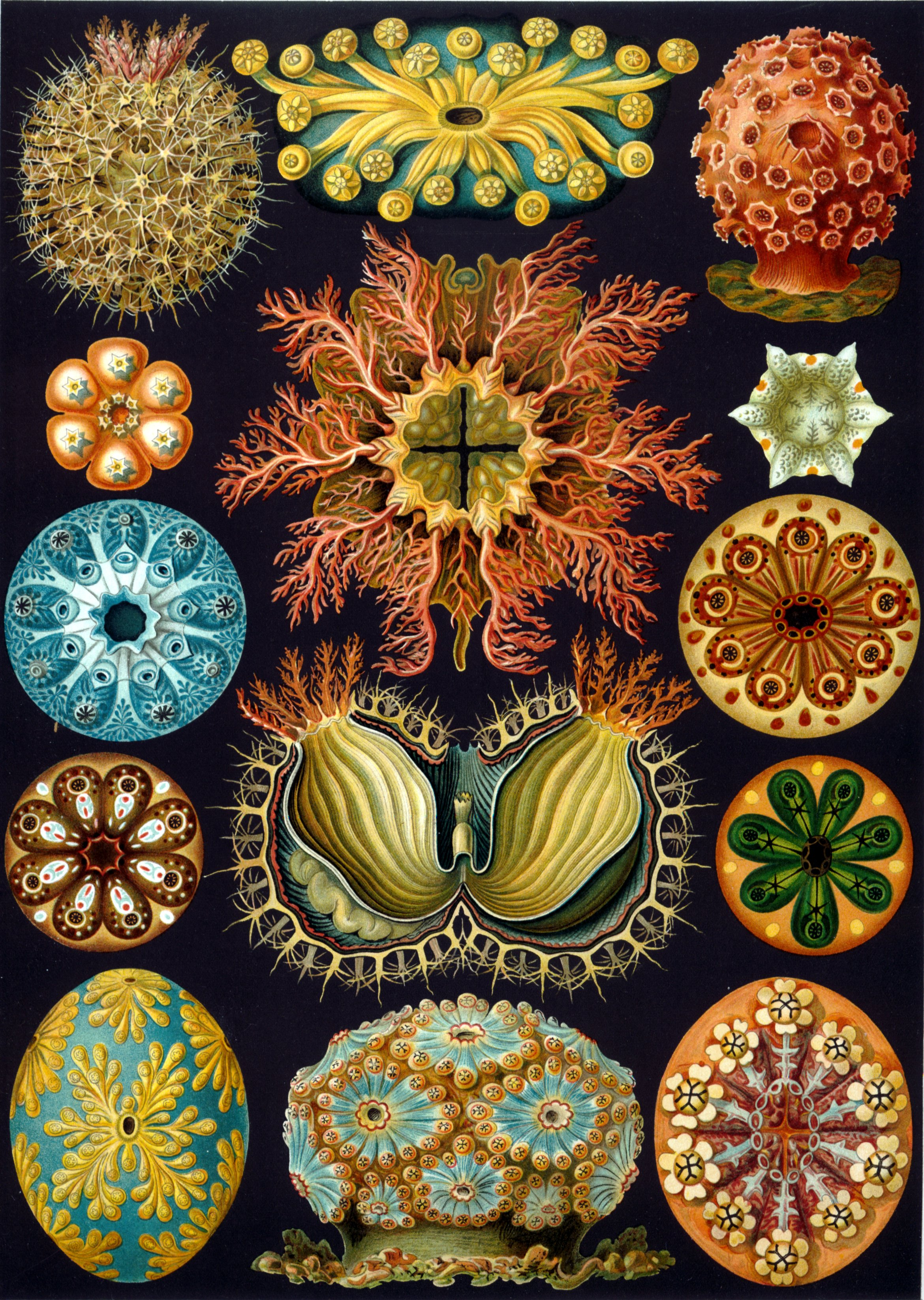
Ernst Haeckel Interpretación de varias ascidias. De Kunstformen der Natur (Artforms of Nature), 1904.

Los ascidiáceos (Ascidiacea), comúnmente conocidos como ascidias, son una clase de animales pertenecientes al subfilo Urochordata.
Se distribuyen por los mares de todo el planeta. A diferencia de otros tunicados, que nadan libres formando parte del plancton, las ascidias son sésiles, permaneciendo fijas en rocas o conchas.
Se conocen alrededor de 2300 especies de ascidias, y tres tipos principales: ascidias solitarias, ascidias sociales y ascidias compuestas.
Estos animales son también conocidos como chorros marinos, debido a que se alimentan ingresando agua en su organismo a través de la faringe, para expulsarla a través del sifón atrial una vez han retenido los alimentos. El hábito filtrador de estos animales hace que numerosos contaminantes ingresen en su organismo; muchos de ellos pueden ser tóxicos tanto para las formas embrionarias, como larvarias o adultas. La acumulación de metales puede ser usada como medio de defensa por su toxicidad para sus depredadores. Por otra parte, algunas especies son empleadas como indicadores de la contaminación hídrica.
Casi todas las especies son hermafroditas, apareciendo normalmente el testículo y el ovario próximos entre sí. En el caso de las ascidias solitarias, la fertilización es externa, emitiendo los gametos a través del sifón atrial. Los huevos fertilizados se desarrollan durante un corto período para dar lugar a una larva libre que sufrirá un proceso de metamorfosis hasta llegar a adulta. En el caso de las coloniales, la reproducción puede ser tanto sexual como asexual.

## Periodo larvario

Representación esquemática de una larva de ascidia. El alimento pasa con una corriente de agua por el sifón inhalante, llega a la cesta branquial, donde se filtra, y pasa al estómago. De ahí vuelve a la cavidad atrial (o atrio) a través del intestino y sale por el atrioporo situado en el sifón exhalante.

Las larvas de las ascidias presentan normalmente un breve periodo de vida libre, durante el cual su aspecto recuerda al de un renacuajo. Esta larva se mueve activamente y busca un lugar donde fijarse: algún hueco libre, al que se fija con unas papilas adhesivas que posee en su parte anterior.
Las larvas resultaron útiles para clasificar a estos animales. En 1871 Aleksandr Kovalevski estudió estas larvas, y vio que presentaban una notocorda (que luego perdían). Además vio que sobre la notocorda también presentaban un tubo nervioso dorsal, y asimismo que tenían hendiduras faríngeas; de modo que estas larvas de ascidias presentan los caracteres que definen a los cordados, y que están ausentes en los individuos adultos de este grupo.
La larva de las ascidias no filtra, su boca y atrio no se hallan aún abiertos al exterior. Los sifones se abren en la metamorfosis (paso del estado larvario al adulto). 18 horas tras la fijación de la larva, ya se ha desarrollado el individuo adulto. Tras la apertura de los sifones el animal puede comenzar a filtrar agua, y por tanto a alimentarse.